# 加藤淳
加藤 淳（かとう じゅん、1961年7月17日 - ）は、日本のデザインプランナー・クラシック音楽評論家。東海大学国際文化学部デザイン文化学科（札幌キャンパス）客員教授。

## 略歴・人物
東京都出身。立教高等学校（現：立教新座高等学校）、立教大学文学部卒業。
1984年、株式会社日本デザインセンター入社。同社の内部専門機関「CIデザイン研究所」のプロデューサーとして、阪急電鉄、茨城県、新潟県など日本を代表する一流企業、自治体のCI（コーポレートアイデンティティ）やブランドデザインを40社以上担当。
1998年に独立し、加藤淳事務所を設立。エコツーリズムの促進に関わるデザインや、行政施設のデザインモデルを提示するなどの活動を行う。企業関連のデザイン作品としては「ジョージア」「アサヒビール」のロゴ製作があり、冬季オリンピックのデザインディレクター、「JTB CIリメイク計画」、「大塚製薬ポカリスエットブランドデザイン・システム」、「フェリス女学院VI」ほか多数。

### その他の活動
- 2000年8月、『さんまのSUPERからくりTV』(TBS) の「サラリーマン早調べクイズ」の新宿ロケに偶然出くわして出演。それをきっかけに同番組にレギュラーコーナーを持つことになり、一般にもその名が広く知られるようになった。
- 本業の他に各地で講演も行い、バラエティ番組の相談員や旅番組の案内役としてテレビ出演も行う。
- また、複数の大学において特殊講義や各種講座の客員講師を務め、その他各種の産学連携プロジェクトにも参画している（東京大学・慶應義塾大学・明治大学・同志社女子大学）。
- 現在（2008年度）は総合学院テクノスカレッジのCIのデザインを行い、東京工学院専門学校、東京エアトラベル・ホテル専門学校、両校の顧問を務める。
- 東京デザイン専門学校の講師として特別ゼミの授業を担当している。
- 近年では、クラシック音楽に関する見識を一部で評価され、音楽雑誌やフリーペーパー等に評論が掲載されている。その分野では、ウィーンあるいは東欧での滞在経験から、リヒャルト・シュトラウスなどの作曲家に関する評論を中心に行っている。

### 川俣正との共同活動
本業である商業デザインやテレビ等における活動のほか、現代美術家川俣正によるワークショップのプロデュースも担当している。1984年に川俣と出会い、その後福岡県田川市で開催されているワークショップ「コールマイン田川」に川俣と共同参加。また豊田市美術館（愛知県豊田市）が2000年と2004年に川俣をメインに据えて実施した「ワーク・イン・プログレス豊田」に総合プロデューサーとして参加した。

## メディア出演

### 番組
- さんまのSUPERからくりTV (TBS) - 「からくりお悩みパビリオン」「加藤淳の日本浪漫紀行」

### CM
- クボタ松下電工外装（光セラ／ナレーション）
- イオングループ
- ファミ通キューブ+アドバンス
- 東京工学院専門学校

### ドラマ
- 時効警察（2006年、テレビ朝日） - 最終回、音大教授役

## 著作
- 『加藤淳の本 : さんまのからくりTVプレゼンツ』河出書房新社 2002